# Enric Sureda i Morera
Enric Sureda i Morera fou un polític i advocat mallorquí. Fou elegit diputat del Partit Conservador pel districte de Palma a les eleccions generals espanyoles de 1899 i fou batle de Palma el 1899 i el 1909, càrrec des del que subvencionà el Diccionari català-valencià-balear d'Antoni Maria Alcover. També fou president de la Reial Acadèmia de Belles Arts de Sant Sebastià de les Illes Balears.